# Manataria maculata
Manataria maculata är en fjärilsart som beskrevs av Carl Heinrich Hopffer 1874. Manataria maculata ingår i släktet Manataria och familjen praktfjärilar. Inga underarter finns listade i Catalogue of Life.